# Baltimore Bays (1967)
Baltimore Bays was een Amerikaanse voetbalclub uit Baltimore, Maryland. De club werd opgericht in 1967 om te spelen in de nieuwe profcompetitie NPSL. Baltimore werd kampioen in de oostelijke divisie en verloor in de eindstrijd om de nationale titel van de Oakland Clippers. Datzelfde jaar organiseerde de rivaliserende bond United Soccer Association ook een kampioenschap. Na dit seizoen fusioneerden beide bonden tot de NASL.
Deze nieuwe competitie kreeg het al meteen moeilijk toen tien clubs na één seizoen al ontbonden werden. Het seizoen 1969 werd in twee verdeeld. De eerste helft werd International Cup genoemd, een toernooi waarin de overgebleven teams vertegenwoordigd werden door clubs uit het Verenigd Koninkrijk. Baltimore werd vertegenwoordigd door West Ham United FC. De Bays werden tweede in dit toernooi. Voor het tweede deel van het seizoen speelden ze gewoon zestien wedstrijden. Na dit seizoen werd de club ontbonden.

## Bekende (oud-)spelers
- Terry Adlington
- Gordon Bradley
- Carmelo Cedrún
- David Primo
- Orlando Rijsenburg
- Juan Santisteban
- Joe Speca
- Dennis Viollet
- Art Welch
- Asher Welch

## Seizoen per seizoen
| Jaar | League | W  | V  | G | Ptn | Reg. Seizoen           | Playoffs                     |
| ---- | ------ | -- | -- | - | --- | ---------------------- | ---------------------------- |
| 1967 | NPSL   | 14 | 9  | 9 | 162 | 1ste, Eastern Division | Verloor finale van (Oakland) |
| 1968 | NASL   | 13 | 16 | 3 | 128 | 4de, Atlantic Division | Niet gekwalificeerd          |
| 1969 | NASL   | 2  | 13 | 1 | 42  | 5de                    | Niet gekwalificeerd          |